# Mely
Mely ist eine 1999 gegründete österreichische Band. Der Name ist eine Abkürzung des Wortes Melancholie (eng: Melancholy).

## Geschichte
Begonnen hatte die Band mit dem Zusammenfinden von Andreas Mataln und Helmut Waltl. Zuerst nur daran interessiert, Cover-Songs zu spielen und zu interpretieren, stiegen sie nach einigen Monaten auf das Schreiben eigener Songs um. Nach einigen Jahren des Experimentierens und ständiger Besetzungswechsel an den Instrumenten (Rhythmus-Gitarre, Bass und Keyboard) fanden sich die fünf Gründungsmitglieder Andreas Mataln, sein Bruder Martin Mataln, Peter Lengfeldner, Daniel Huber und Helmut Waltl im Sommer 1999 zusammen.
Bis Ende des Jahres 1999 wurde das vorhandene Material aus der frühen Schaffenszeit von Andreas und Helmut mit den neuen Einflüssen von Daniel, Peter und Martin ergänzt und noch im selben Jahr auf dem Album „There are days…“ aufgenommen. Durch diese neun schwermütigen, emotionalen und melancholischen Lieder wurde in diesem Zeitraum schließlich der Bandname „Mely“ geboren. Es folgte eine längere Pause des Liederschreibens und die Band konzentrierte sich auf Konzerte.
Im Jahr 2003 wurde „…Reel Through My Wave…“ aufgenommen, das noch mehr die melancholischen Einflüsse hervorhebt. Mit Hilfe dieser zehn Songs gelang ihnen erstmals in Österreich auf sich aufmerksam zu machen. So kämpfte sich die Band auch bis ins Finale des „Austrian Band Contest“ und im Jahr 2006 auch auf die Hauptbühne des Metalcamps.
Nach Erfahrungen als Support von Gruppen wie Ektomorf, Moonsorrow, Anathema und Leaves Eyes wurde bis Mitte 2007 das Album „Leave and Enter Empty Rooms“ mit dem Produzenten Mario Lochert aufgenommen. Weiters wurde „Mely“ mit diesem Album von dem deutschen Label Black Bards Entertainment unter Vertrag genommen. Nach einer Europa-Tour im Jahr 2008 mit Xandria und Stoneman gab Helmut bekannt, dass er aus privaten Gründen die Band verlässt. Zur selben Zeit wurde auch die Trennung vom Label bekannt gegeben.
Ende Sommer 2008 wurde Hannes Ganeider neuer Schlagzeuger der Band und mit dem Songwriting für ein neues Album wurde begonnen. Das aktuelle Album „Portrait of a Porcelain Doll“ wurde am 3. April 2009 von dem deutschen Label „Silverwolf Productions“ weltweit veröffentlicht. Eine weitere Europa-Tour mit Dornenreich und Agalloch wird zur selben Zeit absolviert.
Nach dieser Tour gab es wieder einen Besetzungswechsel. Daniel gab bekannt, dass er sich seiner Familie widmen will und deshalb die Band verlässt. „Mely“ wurde im Sommer 2009 für den Amadeus Austrian Music Award in den Kategorien „Hard & Heavy“ und „Bester Song“ nominiert. Mely feierte im Herbst 2009 ihr zehnjähriges Bestehen und stellten zu diesem Anlass den neuen Bassisten Michael Angerer vor.

## Diskografie
- 1999: There Are Days…
- 2003: …Reel through My Wave
- 2007: …Leave and Enter Empty Rooms…
- 2009: Portrait of a Porcelain Doll